# Барсуков Панас Хомич
Панас Хомич Барсуков (нар. 1904 — ?) — український радянський діяч, шахтар-вибійник, завідувач шахти № 22 міста Марганця Дніпропетровської області. Депутат Верховної Ради СРСР 1-го скликання.

## Життєпис
Освіта початкова, закінчив чотири класи. З 1918 року був учнем шевця в селі Знаменка Таврійської губернії. У 1921—1922 роках — безробітний в місті Нікополі. З 1922 року — учень і підмайстер шевця в селі Шестерня Криворізького округу.
У 1925—1926 роках — шахтний відкатник, вагонник, у 1926—1927 роках — вибійник шахти № 1 марганцевого рудника імені Максимова тресту «Марганець» в місті Нікополі.
У 1927—1929 роках — у Червоній армії. З 1927 по 1928 рік служив червоноармійцем 4-го кавалерійського ескадрону 2-го кавалерійського полку і курсантом полкової школи 2-го кавалерійського полку 1-ї кавалерійської дивізії в місті Проскурові. З 1928 по 1929 рік служив командиром відділення 6-го окремого запасного ескадрону 1-ї кавалерійської дивізії в місті Глухові.
У 1929—1932 роках — вибійник шахти № 9 марганцевого рудника імені Максимова в місті Нікополі.
Член ВКП(б) з 1932 року.
У 1932—1933 роках — голова шахтного комітету марганцевого рудника імені Максимова в місті Нікополі. З 1933 року знову працював вибійником шахти марганцевого рудника.
У 1934—1937 роках — гірничий десятник та вибійник шахти імені Постишева марганцевого рудника імені Максимова в місті Нікополі.
З вересня 1937 року — завідувач шахти № 22 (шахтоуправління імені Постишева) Марганцевого басейну Дніпропетровської області.
З січня 1938 до серпня 1941 року — в.о. голови Нікопольської міської ради, голова виконавчого комітету Нікопольської міської ради депутатів трудящих Дніпропетровської області.